# Мончеозеро
Мончеозеро — одно из самых крупных водоемов Кольского полуострова, находится в окрестностях Мончегорска. Площадь поверхности озера — 39,1 км². Площадь водосборного бассейна — 1480 км².
Озеро вытянуто с севера на юг. Имеются крупные острова: Большой Ярвинский, Богдановский, Горелый. Юго-восточный берег порос сосновым лесом. Высота над уровнем моря — 131,4 м.
В Мончеозеро впадают реки Вайкис (с запада), Пивнус (с востока) и протока из озера Кашкозеро с севера. Через озеро Лумболка осуществляется сток в озеро Имандра.
Код водного объекта — 02020000311101000008131.